# Peter II van Bretagne
Peter II van Bretagne (Nantes, 7 juli 1418 - aldaar, 22 december 1457) was van 1450 tot aan zijn dood hertog van Bretagne en graaf van Montfort. Hij behoorde tot het huis Dreux-Bretagne.

## Levensloop
Peter II was de tweede zoon van hertog Jan V van Bretagne en Johanna van Valois, dochter van koning Karel VI van Frankrijk. Door zijn vader werd hij benoemd tot graaf van Guingamp.
In 1449-1450 vocht hij samen met zijn oudere broer Frans I tegen de Engelsen in Normandië, onder leiding van hun oom Arthur van Richmond. Ze namen verschillende steden in, waaronder Coutances, Saint-Lô en Ferns. Nadat zijn broer Frans in 1450 zonder overlevende mannelijke nakomelingen overleed, volgde Peter hem op als hertog van Bretagne.
Zijn korte regering was weinig opmerkelijk. Hij werd door tijdgenoten beschouwd als een simpele heerser die zich goed liet adviseren door zijn echtgenote. Eigenlijk was Peter weinig geschikt in zijn hertogelijke functie, omdat hij een zwakke gezondheid had en aan stemmingswisselingen leed. In 1453 vocht hij mee in de Slag bij Castillon, de laatste veldslag van de Honderdjarige Oorlog.
In 1442 huwde Peter II met Françoise van Amboise (1427-1485), dochter van Lodewijk van Amboise, burggraaf van Thouars. Het huwelijk bleef kinderloos. Dit deed een opvolgingsprobleem rijzen, aangezien Bretagne in buitenlandse handen dreigde terecht te komen. In 1455 besloot Peter zijn nicht Margaretha, de oudste dochter van zijn broer Frans, uit te huwelijken aan zijn neef, graaf Frans van Étampes. Op 13 november van dat jaar gingen de Bretoense Staten akkoord en drie dagen later vond het huwelijk plaats.
In december 1457 overleed Peter II op 39-jarige leeftijd. Zijn oom Arthur van Richmond volgde hem op als hertog van Bretagne. Hij werd bijgezet in de Notre-Damekerk van Nantes.

## Voorouders
| Voorouders van Peter II van Bretagne | Voorouders van Peter II van Bretagne                              | Voorouders van Peter II van Bretagne                              | Voorouders van Peter II van Bretagne                                  | Voorouders van Peter II van Bretagne                                  | Voorouders van Peter II van Bretagne                                       | Voorouders van Peter II van Bretagne                                       | Voorouders van Peter II van Bretagne                                       | Voorouders van Peter II van Bretagne                                       |
| ------------------------------------ | ----------------------------------------------------------------- | ----------------------------------------------------------------- | --------------------------------------------------------------------- | --------------------------------------------------------------------- | -------------------------------------------------------------------------- | -------------------------------------------------------------------------- | -------------------------------------------------------------------------- | -------------------------------------------------------------------------- |
| Overgrootouders                      | Jan van Montfort (1295-1345) ∞ Johanna van Vlaanderen (1295-1374) | Jan van Montfort (1295-1345) ∞ Johanna van Vlaanderen (1295-1374) | Karel II van Navarra (1332-1387) ∞1352 Johanna van Valois (1343-1373) | Karel II van Navarra (1332-1387) ∞1352 Johanna van Valois (1343-1373) | Karel V van Frankrijk (1338-1380) ∞ 1350 Johanna van Bourbon (1337-1378)   | Karel V van Frankrijk (1338-1380) ∞ 1350 Johanna van Bourbon (1337-1378)   | Stefanus III van Beieren (1337-1413) ∞ 1364 Taddea Visconti (1351-1381)    | Stefanus III van Beieren (1337-1413) ∞ 1364 Taddea Visconti (1351-1381)    |
| Grootouders                          | Jan IV van Bretagne (1339-1399) ∞ Johanna van Navarra (1370-1437) | Jan IV van Bretagne (1339-1399) ∞ Johanna van Navarra (1370-1437) | Jan IV van Bretagne (1339-1399) ∞ Johanna van Navarra (1370-1437)     | Jan IV van Bretagne (1339-1399) ∞ Johanna van Navarra (1370-1437)     | Karel VI van Frankrijk (1368-1422) ∞ 1385 Isabella van Beieren (1371-1435) | Karel VI van Frankrijk (1368-1422) ∞ 1385 Isabella van Beieren (1371-1435) | Karel VI van Frankrijk (1368-1422) ∞ 1385 Isabella van Beieren (1371-1435) | Karel VI van Frankrijk (1368-1422) ∞ 1385 Isabella van Beieren (1371-1435) |
| Ouders                               | Jan V van Bretagne (1389-1442) ∞ Johanna van Valois (1391-1433)   | Jan V van Bretagne (1389-1442) ∞ Johanna van Valois (1391-1433)   | Jan V van Bretagne (1389-1442) ∞ Johanna van Valois (1391-1433)       | Jan V van Bretagne (1389-1442) ∞ Johanna van Valois (1391-1433)       | Jan V van Bretagne (1389-1442) ∞ Johanna van Valois (1391-1433)            | Jan V van Bretagne (1389-1442) ∞ Johanna van Valois (1391-1433)            | Jan V van Bretagne (1389-1442) ∞ Johanna van Valois (1391-1433)            | Jan V van Bretagne (1389-1442) ∞ Johanna van Valois (1391-1433)            |
| Peter II van Bretagne (1418-1457)    |                                                                   |                                                                   |                                                                       |                                                                       |                                                                            |                                                                            |                                                                            |                                                                            |